# Rândunică cu aripi pătate
Rândunica cu aripi pătate (Hirundo leucosoma) este o specie de pasăre din familia Hirundinidae. Are părți superioare distinctive de culoare albastru-oțel, cu pete albe pe aripi. Este originară din Africa de Vest.

## Taxonomie
Rândunica cu aripi pătate a fost descrisă de ornitologul englez William Swainson în 1837, care a introdus numele său binomial actual Hirundo leucosoma. Epitetul specific combină cuvintele grecești antice leukos, „alb” și sōma, sōmatos, „corp”. Specia este monotipică. Din punct de vedere evolutiv, rândunica cu aripi pătate ocupă o poziție bazală în cadrul cladei rândunelelor Hirundo și este cel mai strâns legată de rândunica cu piept perlat  (Hirundo dimidiata).

## Descriere
Rândunica cu aripi pătate are o lungime de aproximativ 12 cm și aripi de un albastru-oțel lucios. Cea mai mare parte a părții inferioare a păsării este albă, cu pete albe suplimentare găsite pe pene speciale ale aripilor. Coada este, de asemenea, albastru-oțel, dar cu reflexe verzi. Femelele și tinerii au de obicei cozile mai scurte. Juvenilii sunt, de asemenea, caracterizați de un cap maro și, în general, de o culoare mai ștearsă. Penele exterioare ale cozii au marginile interioare albe și o pată albă ovală. Ochii sunt căprui, în timp ce ciocul și picioarele sunt ambele negre. Este singura rândunică din Africa de Vest cu pete pe aripă. Aripile au în medie 9,9 cm.

## Distribuție și habitat

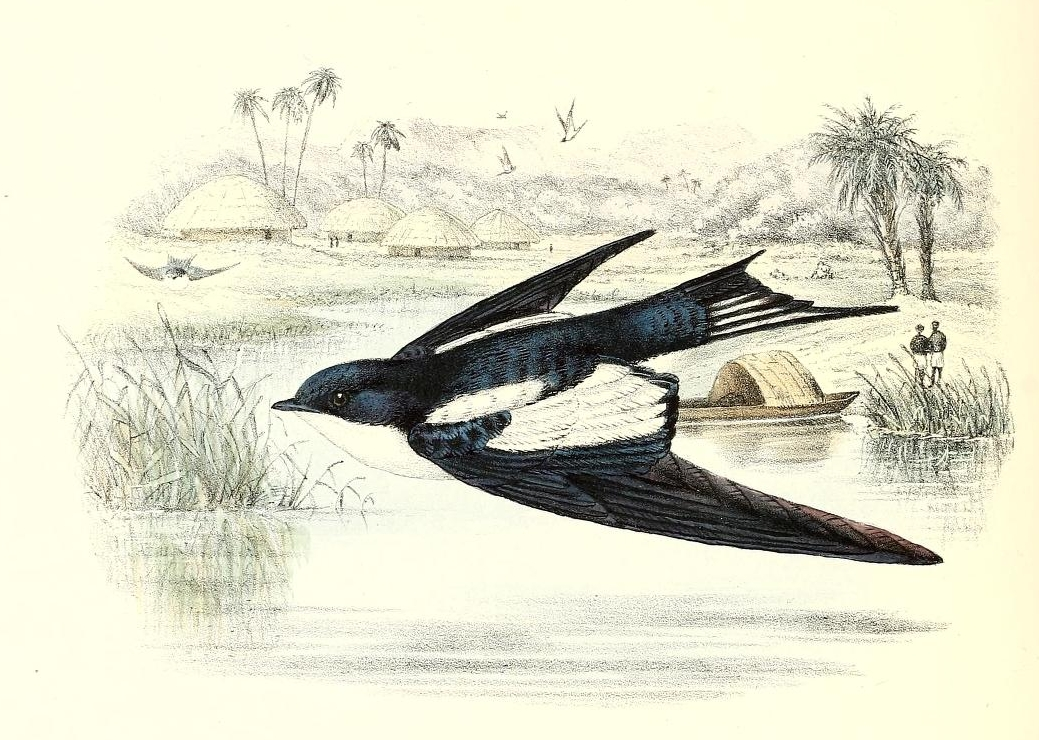
Rândunica cu aripi pătate în zbor

Această rândunică se găsește în Benin, Burkina Faso, Camerun, Coasta de Fildeș, Gambia, Ghana, Guinea, Guinea-Bissau, Mali, Niger, Nigeria, Senegal, Sierra Leone și Togo. Trăiește într-o varietate de medii, inclusiv savane împădurite, poieni și râuri. Nu este timidă și trăiește în preajma oamenilor și în orașe. Clădirile și alte locuințe umane constituie locuri comune de cuibărit și ajută la sporirea populației rândunelelor cu aripi pătate.
Sunt migranți parțial, care călătoresc până în Ghana și nordul Nigeriei în timpul sezonului ploios. În perioadele de non-reproducție pot fi găsite în Senegal și Togo. Au fost înregistrate exemplare rătăcitoare în vestul Camerunului.